# 釘刑的碎片
《釘刑的碎片》（英語：Fragment of a Crucifixion）是愛爾蘭具象畫家法蘭西斯·培根於1950年創作的一幅畫作。畫中描繪兩隻正殊死對抗的動物，上方的動物外觀類似狗或貓，正蹲踞在一個T字形結構的橫梁上，準備向下方的動物發起致命一擊。這個T型十字架可能象徵耶穌被釘死的十字架。畫面背景上還有幾位輪廓模糊的路人，看似對畫面中央正在發生的戲劇性衝突毫無察覺。
如同培根的其他作品一樣，本作融合了各種視覺元素，包括謝爾蓋·愛森斯坦1925年電影《戰艦波將金號》中護士張嘴尖叫的畫面，以及耶穌被釘十字架和下十字架等基督圖像誌。畫中下方動物的絕望構成了作品的核心，其痛苦的神情可與培根後期以張嘴為母題的畫作相呼應。
儘管畫作標題帶有宗教意涵，但培根本人卻是一位無神論者。他既不相信神的干預，也不相信死後世界。因此這幅畫似乎透露出一種對人類處境的虛無和絕望之感。培根日後對此畫評價不高，認為其表達過於直白與露骨。他在之後的十二年裡都未再以「釘刑」為主題創作，十二年後才重新涉足這一主題，畫出風格更為鬆散但氛圍同樣陰鬱的《以受難為題的三張習作》。本作現藏於荷蘭恩荷芬的范阿貝博物館。

## 内容
畫面上方的生物可能是狗或貓，它口中湧出的鮮血灑落在下方生物的頭部與軀體上。下方的生物整體形如貓頭鷹，但有著類似人類的面龐。它試圖掙脫，但無法擺脫掠食者的控制。下方生物的人類特徵主要體現在其口部與生殖器的細節上。這兩隻動物位於畫布前景的中央，形象殘缺不全且沾滿鮮血，而後方的背景則一如培根既往的平坦素淨風格，和兩隻動物身體上的痛苦形成強烈對比。這些形象展現了他早期作品中的許多元素，尤其是那富有表現力的粗線條，與平整而簡約的背景體現出的緊湊感形成鮮明對比。畫中下方生物高舉的雙臂與T型十字架都體現了與《聖經》中耶穌受難情節的關聯。
整幅畫幾乎完全沒有色彩。T型結構為深藍色，兩個生物的形象則以黑白色調混合繪製，以白色為主。整幅畫作有一半以上的版面為未上色的畫布底色。根據神學家和藝術家弗里德赫姆・梅內克斯的說法，這樣的處理使觀者的注意力完全聚焦於「掛在十字架上那個痛苦掙扎的形象，或更準確地說，是那張張口哀號、扭曲變形的嘴巴」。這個像奇美拉一樣由不同動物的外形特徵湊成的身體以淡色繪成，從中垂落下細長的紅色筆觸，象徵鮮血的滴落與濺灑。培根運用了悔筆技法，強化這頭生物臨死掙扎中的無望狀態。
畫面中出現了與培根1949年作品《頭部2號》、《頭部6號》及同年完成的《肖像習作》（Study for Portrait）中相同的白色稜角框線。本作中的框線位置略低於十字架橫樑與直柱的交會處，始於一條與下方生物的肩部相交的斜線。中景中有用白色與灰色描繪的水平幾何圖形，從中已能窺見培根作品中於1950年代逐步發展完善的空間框架的雛形。這類空間框架在培根後期作品裡常體現為像籠子一樣的結構，把畫面前景那些陷於苦痛的形象框限於其中。作者還在畫面中景處勾勒出一幅街景，上面有幾個行人與幾輛汽車，這些行人似乎對眼前的屠殺場景毫無察覺。

## 意象與來源
畫作所呈現的荒涼氛圍，反映出藝術家本人強烈的虛無主義與存在主義人生觀。培根自幼在基督教氛圍中成長，但據其友人兼傳記作者麥可·佩皮亞特所述，當培根發現自己無法再相信宗教時，他感到極度失望與憤怒，對於任何懷有哪怕一絲宗教信仰的人都會激烈反對。佩皮亞特曾如此評價培根：「如果一個人對於無神有那樣強烈的信念，那這信念本身幾乎就是一種宗教信仰。」
此畫無論在主題或形式構圖上，皆被認為與培根1956年的作品《貓頭鷹》以及直到1990年代末才進入藝術市場的一些草稿圖有關聯。藝評家阿明·茨魏特指出，下方生物的形象來源於培根在一本關於鳥類飛行的書籍中看到的貓頭鷹照片，而培根將其中的鳥喙改繪為張大的人類嘴巴。

### 張口意象

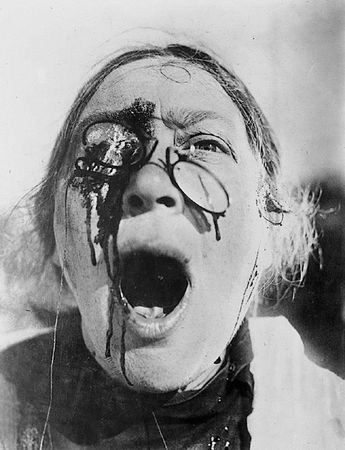
1925年蘇聯導演謝爾蓋·愛森斯坦默片《戰艦波將金號》中的畫面。培根曾表示此畫面對其創作有啟發，並將其中的嘴部形狀運用於本作的下方生物上。

自1940年代末至1950年代初，張口尖叫的形象在培根的諸多作品中反覆出現。此一母題來源多樣，包括醫學教科書，以及1925年愛森斯坦電影《戰艦波將金號》中一個拍攝敖德薩波將金階梯的片段裡的護士形象。培根保存了一張電影中護士被子彈擊中眼部瞬間的特寫劇照，他在其藝術生涯中反覆參照這張畫面進行創作。
培根習慣按照主題成系列地作畫，而那位敖德薩的護士則是一個他十分著迷的象徵性主題。佩皮亞特曾說：「若有人真能徹底解釋這聲尖叫的來源與意涵，那麼他距離真正理解法蘭西斯·培根的整體藝術世界將更近一步。」哲學家吉爾·德勒茲則寫道，培根筆下的尖叫形象中，「整個身體都從嘴裡逃了出去」。

### 十字架上的受難

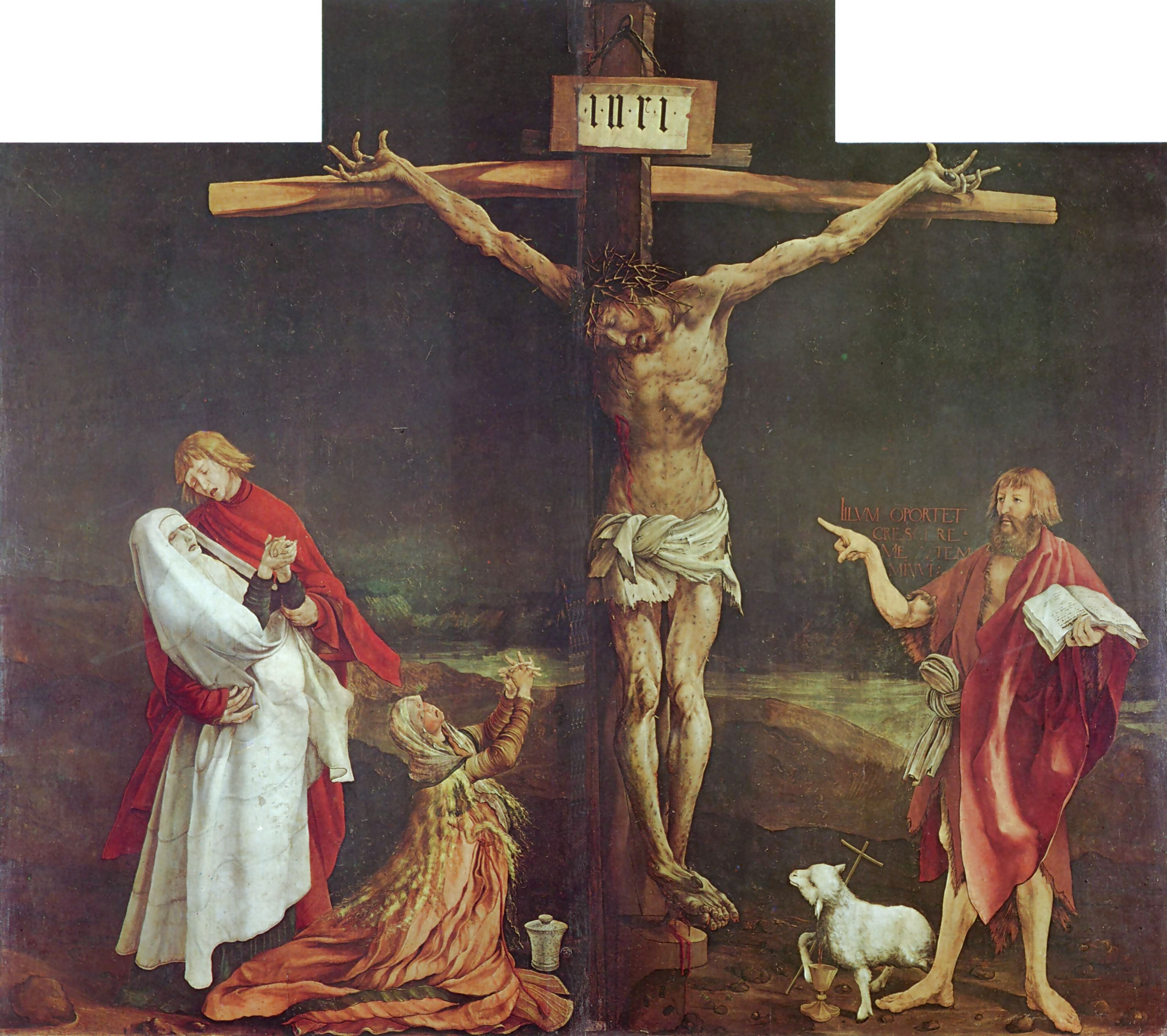
馬蒂亞斯·格呂內瓦爾德所作《伊森海姆祭壇畫》（中央畫板），約1512–1516年，現藏於亞爾薩斯科爾馬的恩特林登博物館

本畫作是培根一系列與聖經中耶穌受難場景相關的作品之一。他亦在畫中融入希臘神話元素，尤其是艾斯奇勒斯《俄瑞斯忒亞》中復仇三女神的故事，這可從畫面下方生物寬大的雙翼中看出端倪。隨著年齡增長，培根的畫風逐漸由極端走向哀戚，曾讓他在1940年代中期聲名大噪的那些聳人聽聞的意象也越來越少在其畫布上出現。他曾坦言：「年輕時我需要極端的主題，現在我不再需要了。」約翰·羅素指出，對培根而言，與其描繪暴力場景本身，他更傾向透過筆觸與色彩的處理來表現暴力。
畫名直接參照基督教藝術中耶穌受難的傳統意象。十字架受難的主題在培根最早期的作品便已出現，並貫穿其整個創作生涯。羅素寫道，對培根而言，「受難」是一種環境，在這種環境裡有一人或多人受到身體上的折磨，而又有一人或多人圍觀。
本作是由培根的贊助人，後來亦成為他情人的艾瑞克·霍爾（Eric Hall）所委託創作，他曾於1933年委託培根繪製三幅十字架受難主題的畫作。培根的創作深受老派大師如格呂內瓦爾德、委拉斯開茲與林布蘭的影響，同時也受到畢卡索1920年代末至1930年代初期生物形態主義畫作的啟發。培根曾表示，他視十字架受難為「一種壯麗的支架，可以將各種情感與感官懸掛其上」。

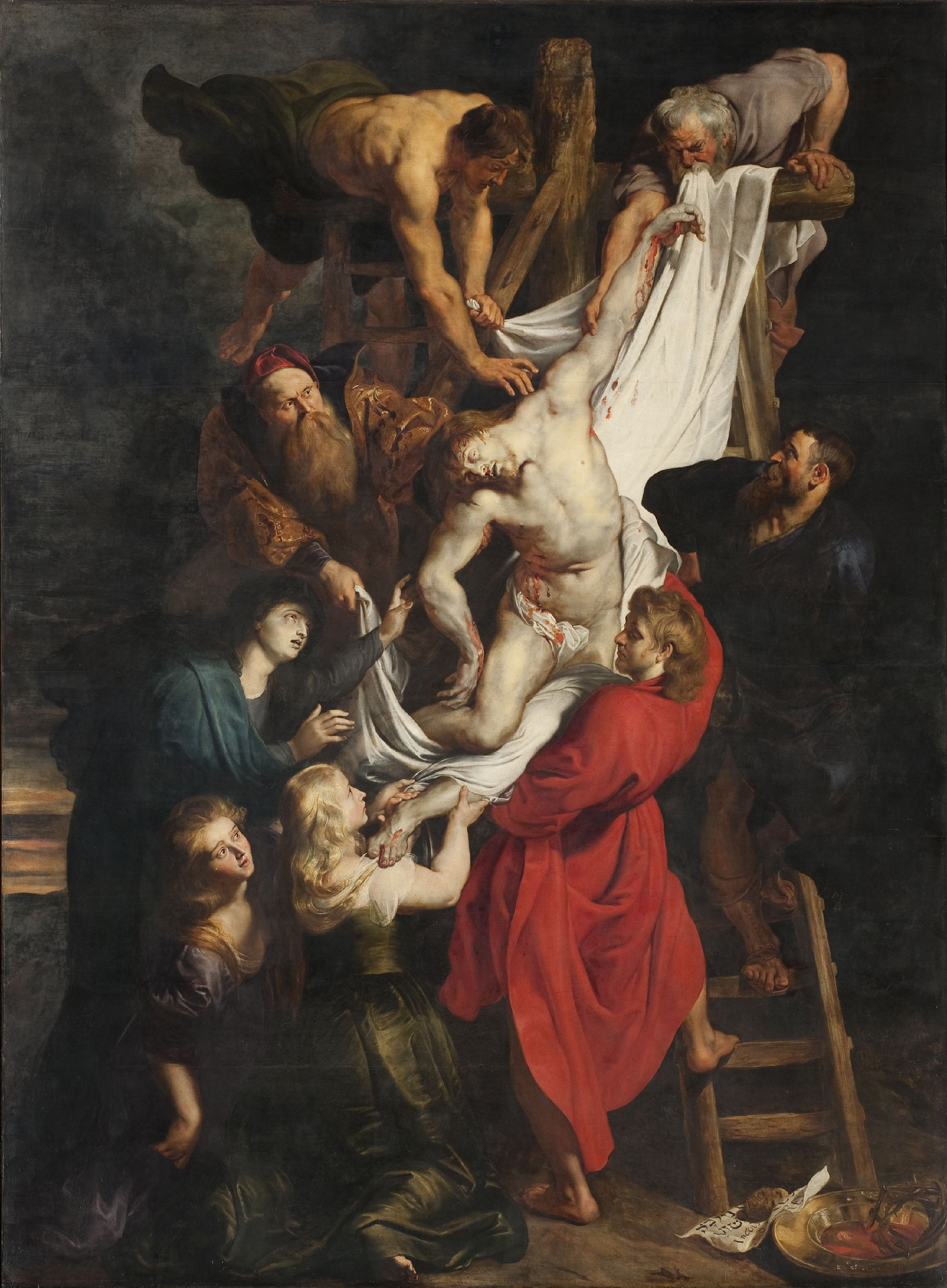
彼得·保羅·魯本斯所作《下十字架》（中央畫板），1612–1614年

畫作中的若干元素呼應格呂內瓦爾德於約1512年至1516年間創作的《伊森海姆祭壇畫》，以及魯本斯於約1612年至1614年創作的《下十字架》一作。根據藝評家休·戴維斯（英語：Hugh Davies）的說法，畫中下方生物張大的嘴巴，以及掠食者俯身伏於十字架之上的姿態，皆與魯本斯的作品相互呼應。魯本斯筆下耶穌的嘴巴僅微微張開，而培根筆下的嘴則極度繃緊；魯本斯畫中的耶穌的雙腿蜷曲藏於畫面之外，右臂亦呈現無力的下垂狀態，而在培根的作品中，下方生物的手腳則劇烈扭動，似在瘋狂地上下掙扎。

### 框線
橫向框架是培根1950至1960年代畫作中常見的元素。此一母題可能取材自雕塑家阿爾貝托·賈科梅蒂，培根對其極為推崇，亦時常與之通信。賈科梅蒂曾在其1947年的《鼻子》（The Nose）與1950年的《籠子》(The Cage)兩件雕塑作品中使用框架結構。許多評論者認為，培根作品裡的框線象徵著囚禁。阿明·茨魏特則認為，這些框線的存在使十字架轉變為斷頭臺般的意象。

## 評價
畫中的宗教意象與培根的無神論與虛無主義世界觀形成鮮明對比。此畫作中看不出任何救贖的希望，弗里德赫姆·梅內克斯寫道，在受難者的哀號中，「甚至沒有感受到被上帝遺棄的哀歎。在畫中那痛苦掙扎的身軀面前，神從未現身。」而畫面上那幾個對畫面中央發生的事情毫無所覺的細小火柴人一般的路人，則是使此作脫離傳統的宗教圖像重現，而轉向戰後現代風格的關鍵元素。
培根對自己的作品極為苛刻，經常否認甚至親手毀掉自己的畫作，即使是那些受到評論家與收藏家高度評價的作品也不例外。他後來對《釘刑的碎片》心生厭惡，認為此作過於直白與簡單，約翰·羅素認為培根想表達的是此作「太過接近敘事繪畫的傳統框架」。宏觀上看來，這個矛盾貫穿了培根整個創作生涯：他一方面希望創造出一眼可辨、有直接衝擊力並能引起觀者共鳴的圖像，另一方面又堅守「非敘事性繪畫」的創作信條。
培根在1962年的《十字架底下人物的三張習作》中再度回歸這一主題。相較於《釘刑的碎片》，該作對聖經場景意象的使用更為間接且隱晦，但卻將屠宰場與肉塊的形象呈現得更為直接而露骨。

### 腳註
1. ↑  Peppiatt 2006，第92頁.
2. ↑  . Francis Bacon. The Estate of Francis Bacon.   [2025-07-24]. （原始内容存档于2022-10-19）.
3. ↑  Sylvester 2000，第40頁.
4. 1 2 3 4 5 6  Zweite 2006，第114頁.
5. ↑  Van Alphen 1992，第91頁.
6. 1 2 3  Mennekes, Friedhelm. . artandreligion.de.   [2017-05-01]. （原始内容存档于2016-02-02）.
7. 1 2 3 4 5 6 7  Sharpe, Gemma. . Haus der Kunst. 2016  [2017-05-01]. （原始内容存档于2021-06-12）.
8. ↑  Rothenstein, John. . London: Tate Gallery. 1962-05-23.
9. 1 2  Sylvester 2000，第36頁.
10. ↑  Barker, Oliver. . London: Sotheby's. 2012-10-23  [2017-08-12].
11. ↑  Gale, Matthew. . Tate. 1999-02  [2017-02-26]. （原始内容存档于2018-10-27）.
12. 1 2  Zweite 2006，第85頁.
13. 1 2  Davies & Yard 1986，第18頁.
14. 1 2 3  Sylvester 2000，第13頁.
15. ↑  Peppiatt 2006，第24頁.
16. 1 2 3  Russell 1979，第76頁.
17. ↑  Russell 1979，第113頁.
18. ↑  Conrad, Peter. . The Guardian. 2008-08-10  [2017-05-01]. （原始内容存档于2018-09-15）.
19. ↑  Davies & Yard 1986，第12頁.
20. ↑  Baldassari 2005，第140–144頁.
21. ↑  Zweite 2006，第30頁.
22. ↑  Schmied 1996，第78頁.
23. ↑  Alley & Alley 1964，第28頁.
24. 1 2  Adams, Yates & Warren 1997，第179頁.
25. ↑  Sylvester 1987，第8–9頁.
26. ↑  Sylvester 2000，第37頁.
27. ↑  Farr, Peppiatt & Yard 1999，第60頁.
28. ↑  Davies & Yard 1986，第404頁.
29. 1 2  Deleuze 2005，第19頁.
30. ↑  Schmied 1996，第75頁.
31. ↑  Brintnall 2011，第146頁.

### 來源
- Adams, James Luther; Yates, Wilson; Warren, Robert. . Grand Rapids, MI: William B Eerdmans Publishing. 1997. ISBN 0-8028-4267-4 （英语）.
- Alley, Ronald; Alley, John. . London: Thames & Hudson. 1964. OCLC 59432483 （英语）.
- Baldassari, Anne. . Paris: Flammarion. 2005. ISBN 2-08-030486-0 （英语）.
- Brintnall, Kent. . Chicago, IL: The University of Chicago Press Books. 2011. ISBN 978-0-2260-7470-2 （英语）.
- Davies, Hugh; Yard, Sally. . New York: Cross River Press. 1986. ISBN 0-89659-447-5 （英语）.
- Deleuze, Gilles. . London: Continuum International. 2005. ISBN 0-8264-7930-8 （英语）.
- Farr, Dennis; Peppiatt, Michael; Yard, Sally. . New York: Harry N Abrams. 1999. ISBN 0-8109-2925-2 （英语）.
- Peppiatt, Michael. . Yale, CT: Yale University Press. 2006. ISBN 0-300-12192-X （英语）.
- Russell, John. . London: Thames & Hudson. 1979. ISBN 0-500-20271-0 （英语）.
- Schmied, Wieland. . Munich: Prestel. 1996. ISBN 3-7913-1664-8 （英语）.
- Sylvester, David. . London: Thames and Hudson. 2000. ISBN 0-500-01994-0 （英语）.
- Sylvester, David. . London Review of Books. 1987-03-19, 9 (6) （英语）.
- Van Alphen, Ernst. . Chicago: Reaktion Books. 1992. ISBN 0-948462-34-5 （英语）.
- Zweite, Armin. . London: Thames and Hudson. 2006. ISBN 0-500-09335-0 （英语）.

## 外部鏈接
- 《釘刑的碎片》，范阿貝博物館